# Phare du cap Saint-André
Le phare du cap Saint-André est un phare actif situé sur une petite île au bout du Cap Saint-André, proche de Dipkarpaz (République turque de Chypre du Nord) dans le nord de l'île de Chypre.

## Histoire
Il a été mis en service en 1991, sur Klidhes Islands, en bout de la péninsule de Karpas, au nord-est de l'île. Il remplace l'ancien datant de 1913. Le cap porte le nom du monastère Apostolos Andreas

## Description
Le phare est une tourelle métallique à base carrée, à claire-voie de 10 m de haut, avec balcon et petite balise. La tour est totalement peinte en blanc. Il émet, à une hauteur focale de 20 m quatre éclats blancs toutes les 20 secondes. Sa portée est de 14 milles nautiques (environ 26 km).
Identifiant : ARLHS : CYP010 ; KTGK-33210 - Amirauté : N5900 - NGA : 20968 .
|                 |
| Cap Saint-André |

### Lien connexe
- Liste des phares de Chypre